# Contea di Yu
La contea di Yu (蔚县S, Yù XiànP) è una contea della Cina, situata nella provincia di Hebei e amministrata dalla prefettura di Zhangjiakou.